# Різник Володимир Йосифович
Володи́мир Йо́сифович Рі́зник (*15 лютого 1966, Львів) — радянський та український футболіст. Півзахисник, який виступав, зокрема, за «Авангард» (Рівне), «Карпати» (Львів), «Газовик» (Комарно) і ФК «Львів». Майстер спорту України.

## Життєпис
Вихованець львівських ДЮСШ-4 та спортінтернату. Першими тренерами були Степан Нирко, Святослав Канич, у спортінтернаті — Володимир Данилюк.
У 1983 р. вступив до Львівського інституту фізкультури на спеціальність «Тренер-викладач». Почав грати за любительський «Автомобіліст» (Львів), потім (через проходження військової служби) перейшов у СКА «Карпати». Але у першоліговій команді було чимало сильних гравців, тому Різник виступав за «дубль» армійської команди. По-справжньому його талант розкрився у рівненському «Авангарді» (згодом перейменований на «Верес»), де футболіст провів 5 років.
Потім перейшов до львівських «Карпат» з яким вийшов до фіналу Кубка України 1992/93, за що отримав звання майстра спорту України. Але зіграти у фіналі завадила травма.
Після завершення професіональної кар'єри виступав за команду ветеранів «Карпат» (у її складі виграв першість України серед ветеранів) та працює адміністратором клубу «Карпати».
Одружений з Олександрою Михайлівною, чоловічою перукаркою. Має доньок Софію та Уляну.

## Корисні посилання
- Реєстр матчів гравця на офіційному сайті ФФУ
- Виступи у першостях СРСР (klisf.info)(рос.)